# Études op. 111 de Saint-Saëns
Les Six études pour piano, op. 111, sont une œuvre de Camille Saint-Saëns composée et publiée en 1899. Elles constituent le deuxième livre d'études du compositeur, après les Six études de l'op. 52.

## Composition
Camille Saint-Saëns compose la première étude, Tierces majeures et mineures, en 1892. Les cinq pièces suivantes datent de janvier 1899, composées à Las Palmas. Les Six études, op. 111 sont ainsi achevées et publiées vingt-deux ans après le premier livre de Six études, op. 52 qui datait de 1877.

## Présentation
1. « Tierces majeures et mineures » — Allegretto en sol dièse mineur, à 
 (37 mesures), dédiée à Arthur De Greef[3],
2. « Traits chromatiques » — Allegretto ( = 88) en la mineur, à 
 (67 mesures), dédiée à Louis Livon[1],
3. Prélude (Moderato agitato,  = 84 à 
, 49 mesures) et Fugue (Moderato espressivo, sempre legato,  = 80 à 
, 62 mesures) en mi bémol mineur, dédiés à Charles Malherbe[4],
4. « Les Cloches de Las Palmas » — Andantino ( = 120) en sol dièse mineur, à 
 (67 mesures), dédiée à mademoiselle Clotilde Kleeberg[4],
5. « Tierces majeures chromatiques » — Vivace ( = 144) en ré majeur, à 
 (67 mesures), dédiée à Édouard Risler[4],
6. « Toccata d'après le Final du 5e Concerto » — Molto allegro ( = 168) en fa majeur, à 
 (317 mesures), dédiée à Raoul Pugno[4].

## Postérité
Les Études de Saint-Saëns ont été longtemps négligées, sinon méprisées : François-René Tranchefort n'y trouve « rien de chopinien, l'on s'en doute ! Encore moins de debussyste ! Seul Liszt — par admiration mutuelle — pourrait avoir droit de cité dans ces Études , mais un Liszt étrangement discipliné, dépouillé de son génie ».
Dans leur monographie consacrée au compositeur français, Jean-Luc Caron et Gérard Denizeau considèrent qu'« aucune de ses créations pour le clavier ne peut être vraiment considérée comme exceptionnelle. On y rencontre du brillant, de l'extériorité, de la facilité, de la haute virtuosité, de l'atmosphère de salon, tous paramètres soutenus par une écriture précise, ferme, souvent ingénieuse ».
Guy Sacre s'indigne de tant d'indifférence : « Quelle injustice ! À force de se copier les uns les autres, les musicographes en ont oublié leurs propres oreilles. Ces deux demi-douzaines de pièces, op. 52 et op. 111, exercent gammes et arpèges, traits chromatiques, tierces et sixtes, octaves, accords ; elles font travailler l'indépendance des doigts, la sonorité, la polyphonie ; mais c'est bel et bien de la musique, avant toute chose ».

## Analyse
Guy Sacre donne une analyse précise de cet op. 111 : « C'est à la première étude de ce cahier crépusculaire qu'il faut convier ceux qui vont répétant que le piano de Saint-Saëns n'a pas d'âme. Au diable la technique ! Cette pièce dégage une impression quasi physique de tristesse irrémédiable, de solitude ».
Les Cloches de Las Palmas sont particulièrement inspirées : « Si même on est à quelques années seulement de La vallée des cloches de Ravel (Miroirs) ou des Cloches à travers les feuilles de Debussy (Images II), d'une toute autre écriture, il faut reconnaître sa magie particulière à l'étude de sonorité de Saint-Saëns ». Louis Aguettant confirme que ces Cloches « ont été à leur date une page d'impressionnisme intéressante ».
En revanche, Guy Sacre aborde avec quelque mauvaise humeur la célèbre Toccata « d'après le Final du 5e Concerto », considérant qu'on n'y éprouve « qu'inanité sonore ; et pour cause : elle mutile l'original, et n'en garde que le clinquant. Applaudissements et bravos garantis, cela va sans dire ».

## Discographie
| no | pianiste               | date          | label                                                            | ref.                                          | note |
| -- | ---------------------- | ------------- | ---------------------------------------------------------------- | --------------------------------------------- | --- |
| 1  | Marylène Dosse (en)    | 1974          | VoxBrilliant Classics                                            | CD5X 360795571(OCLC 1131678722 et 1097252523) | Vox : Intégrale de l'œuvre pour piano (5CD) ; Brilliant : dans Études virtuoses pour piano (coffret de 22 CD).               |
| 2  | Annie d'Arco           | 1977          | LP Calliope                                                      | CAL 1858 (OCLC 1131324179 et 956557232)       | Avec les études op. 52. |
| 3  | François-René Duchâble | 1979          | EMI / Erato                                                      | (OCLC 12122417)                               | Avec les études op. 52 ; Valse mignonne, op. 104 ; Valse gaie, op. 135 ; Allegro appassionata, op. 70 et la Mazurka, op. 66. |
| 4  | Mi-Joo Lee             | juillet 1994  | MDG                                                              | 6040590-2 (OCLC 664146588)                    | Avec les études op. 52 et 72.                                                                                                |
| 5  | Piers Lane             | décembre 1997 | Hyperion                                                         | CDA67037(OCLC 40518484)                       | Avec les études opus 52, 135 et Thème varié, op. 97.                                                                         |
| 6  | Geoffrey Burleson      | 2011          | Grand Piano                                                      | GP 601(OCLC 778436843)                        | Intégrale de l'œuvre pour piano, vol. 1, avec les études opus 52 et 135.                                                     |
| 7  | Chia-Yu Hsu            | 2016          | Conservatoire national supérieur de musique et de danse de Paris | (OCLC 993045795)                              | Coll. « Jeunes solistes ». Avec Franz Schubert et Franz Liszt.                                                               |

Parmi les interprétations et enregistrements de la seule Toccata, on peut citer celles de David Bismuth, Monique de La Bruchollerie, Jeanne-Marie Darré, Ginette Doyen, Samson François, Danielle Laval, Marie-Ange Nguci, Cécile Ousset, Nikolaï Petrov, Bernard Ringeissen, Olga Samaroff, Peter Schmalfuss (en), etc.

### Ouvrages généraux
- Louis Aguettant, La Musique de piano : des origines à Ravel, Paris, Albin Michel / L'Harmattan, coll. « Les Introuvables », 1999 (1re éd. 1954), 446 p. (ISBN 978-2-738-48141-2).
- Guy Sacre, La musique pour piano : dictionnaire des compositeurs et des œuvres, vol. II (J-Z), Paris, Robert Laffont, coll. « Bouquins », 1998, 2998 p. (ISBN 978-2-221-08566-0).
- François-René Tranchefort (dir.), Guide de la musique de piano et de clavecin, Paris, Fayard, coll. « Les Indispensables de la musique », 1987, 870 p. (ISBN 978-2-213-01639-9).

### Monographies
- Jean-Luc Caron et Gérard Denizeau, Camille Saint-Saëns, Paris, Bleu nuit éditeur, coll. « horizons » (no 38), 2013, 176 p. (ISBN 978-2-35884-027-9).
- (en) Sabina Teller Ratner, Camille Saint-Saëns 1835-1921 : A Thematic Catalogue of his Complete Works, vol. I : The Instrumental Works, Oxford University Press, 2002, 628 p. (ISBN 0-19-816320-7).